# Job Hoomans

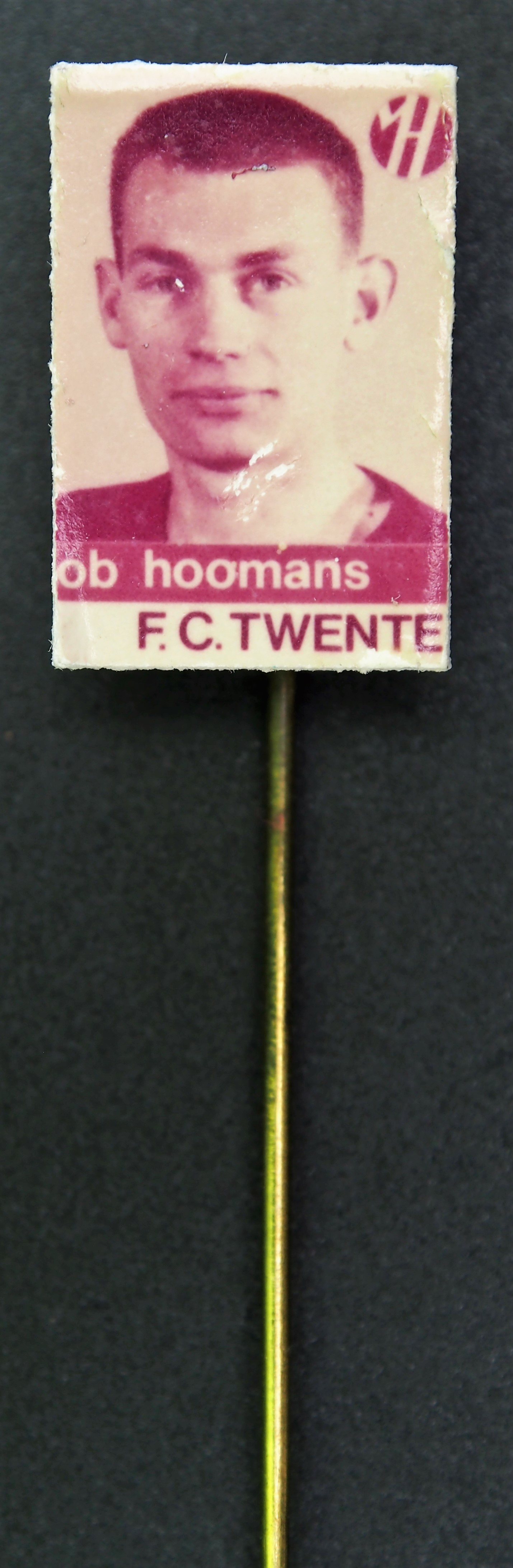
Job Hoomans op een voetbalspeldje

Job Hoomans (Enschede, 18 maart 1936) is een Nederlands voormalig voetballer. Hij kwam uit voor Sportclub Enschede en FC Twente.
Hoomans voetbalde vanaf 1959 voor Sportclub Enschede. De verdediger was een vaste waarde in de basis van deze club. Nadat Sportclub Enschede in 1965 was opgegaan in FC Twente, stond Hoomans nog twee seizoenen bij deze ploeg onder contract. In de tweede wedstrijd van de fusieclub, op 29 augustus 1965 tegen Go Ahead, scoorde Hoomans de beide goals van de wedstrijd in eigen doel. Deze prestatie was totdat MVV-speler Hans Linders in 1989 het in een wedstrijd tegen PSV evenaarde uniek in de Nederlandse Eredivisie.
In 1967 keerde Hoomans terug naar de Enschedese amateurvereniging sv Vosta, waar hij als jeugdspeler zijn voetballoopbaan was begonnen.
Na zijn voetballoopbaan werd Hoomans gymleraar op het Twickel College te Hengelo.